# Groupe Pages Jaunes
Ne doit pas être confondu avec l'entreprise française Pages Jaunes Groupe.
Pages Jaunes (connue en anglais comme Yellow Pages) est une entreprise canadienne publique (TSX: Y) de médias numériques spécialisée dans l'offre de solutions marketing numériques et imprimées.

## Description
Entreprise canadienne offrant des solutions numériques pour les petites et moyennes entreprises.
Elle détient également plusieurs médias numériques de recherche locale pour le Canada, notamment : PJ.ca, Canada411.ca, 411.ca, Canpages.ca, les applications mobiles PJ, PJ Shopwise, Canada411 et 411.ca
Le réseau d'annonces immobilières DuProprio / Comfree vendu pour 51 M $ au groupe britannique Purplebricks le 2 juillet 2018.
RedFlagDeals a été vendu à VerticalScope pour 12 M $ le 22 août 2018.
Bookenda.com (vendue le 30 avril 2019) – plateforme transactionnelle en ligne de premier plan qui permettait aux utilisateurs et aux marchands d’interagir et de gérer les réservations et les commandes.
Son siège social est situé au 1751, rue Richardson, à Montréal, QC, H3K 1G6 – Bureau 3200.

## Historique
À l'origine filiale de Bell Canada et publiant l'ensemble des annuaires de la maison mère, elle fut renommée Télé-Direct (Publications) Inc. en 1971 puis Bell ActiMedia Inc. en 1999. Racheté par KKR en 2002, elle fut progressivement reprise par le Fonds de revenu Pages Jaunes. Elle a été achetée par un holding américain au début de 2006[Lequel ?] pour un montant frisant les trois milliards CAD.
Elle a acheté son concurrent principal au Canada[réf. nécessaire] : SuperPages Canada[Quand ?]. La transaction se fait par l'intermédiaire de Fonds de revenu Pages Jaunes et implique une contrepartie de 2,55 milliards, payable comptant à la clôture, que l'on cible au 30 juin. (https://www.ledevoir.com/economie/76440/les-pages-jaunes-veulent-s-offrir-superpages)
En décembre 2005, elle acquiert, au coût de 436 millions CAD, l'entreprise Trader Media Corporation, le plus important éditeur ontarien de publications et de sites web de petites annonces (dont Auto Hebdo).
En mai 2006, elle acquiert l'entreprise Classified Media (Canada) Holdings pour la somme de 760 millions CAD, ce qui lui permettra d'augmenter sa part de marché canadienne à 45 % .
En août 2006, elle acquiert MTS Media pour 281 millions CAD, un imprimeur d'annuaires dont le marché est situé au Manitoba.
En juin 2015, elle acquiert le service immobilier DuProprio pour 50 millions.
Le 15 septembre 2017, Pages Jaunes Limitée nomme David A. Eckert à titre de président et chef de la direction. https://entreprise.pj.ca/fr/actualites-pages-jaunes/communiques-presse/pages-jaunes-limitee-nomme-david-eckert-titre-de-president-et-chef-de-la-direction/
La rémunération de M. Eckert (5.89$ millions) fera un bond majeur (64 %) en comparaison au président sortant M. Julien Bilot (3.61$ millions + 2.8$ millions indemnité de départ), et ce, malgré une variation de la rentabilité de l'entreprise en forte baisse (-46 %) ainsi qu'une forte variation négative du cours boursier (-53 %). https://www.journaldemontreal.com/2018/06/25/les-25pdg-les-mieux-payes-au-quebec
Le 11 septembre 2018, la direction des Pages Jaunes met en lock-out plus de 130 représentants des ventes au Québec. Les centrales syndicales du Québec dénoncent ceci comme étant un geste prémédité et irréfléchi, qui met à risque un bon nombre de familles Québécoises.
Le 30 novembre 2018  - Après le trimestre clos le 30 septembre 2018, la Société a décidé de se retirer du secteur Agence d’ici la fin de l’exercice en liquidant sa division Mediative et en vendant ses actifs de JUICE Mobile, exception faite du fonds de roulement. La Société a signé une lettre d’intention exécutoire visant la vente de ses actifs de JUICE Mobile, exception faite du fonds de roulement, pour un montant  de 1,0 M$. La date prévue de clôture de cette transaction est le 31 décembre 2018.

## Principaux actionnaires
Au 15 février 2020:
| GoldenTree Asset Management          | 30,3 % |
| Empyrean Capital Partners            | 17,7 % |
| Canso Investment Counsel             | 9,97 % |
| Fidelity (Canada) Asset Management   | 7,87 % |
| QV Investors                         | 5,53 % |
| Fiera Capital Corp -IM-              | 5,29 % |
| CI Investments                       | 4,60 % |
| 1832 Asset Management                | 2,64 % |
| Charles Schwab Investment Management | 2,63 % |
| ATB Investment Management            | 2,04 % |